# Aulinachopf
Aulinachopf är en kulle i Schweiz. Den ligger i distriktet Sarganserland och kantonen Sankt Gallen, i den östra delen av landet, 140 km öster om huvudstaden Bern. Toppen på Aulinachopf är 1 170 meter över havet.